# Anni 240 a.C.
Gli anni 240 a.C. sono il decennio che comprende gli anni dal 249 a.C. al 240 a.C. inclusi.

## Eventi, invenzioni e scoperte
- prima messa in scena di un'opera teatrale da parte di Livio Andronico

## Nati
- Lucio Cincio Alimento, storico e politico romano
- Arato di Sicione il Giovane, militare greco antico247 a.C.
- Annibale, condottiero e politico cartaginese245 a.C.
- Asdrubale Barca, generale cartaginese († 207 a.C.)244 a.C.
- Tolomeo IV, sovrano egizio († 204 a.C.)241 a.C.
- Eudamida III, re spartano († 228 a.C.)
- Magas d'Egitto, principe egizio († 222 a.C.)240 a.C.
- Diocle, matematico greco antico († 180 a.C.)
- Massinissa, sovrano berbero († 148 a.C.)

## Morti
- Demetrio il Bello, sovrano macedone antico246 a.C.
- Antioco II, sovrano (n. 286 a.C.)
- Marco Atilio Regolo, politico e militare romano
- Berenice, regina egizia
- Tolomeo II, sovrano egizio (n. 308 a.C.)245 a.C.
- Alessandro, militare greco antico (n. 290 a.C.)
- Gneo Cornelio Scipione Asina, politico romano244 a.C.
- Eudamida II, sovrano spartano243 a.C.
- Perseo di Cizio, filosofo greco antico242 a.C.
- Alessandro II, sovrano greco antico241 a.C.
- Agesistrata, regina
- Agide IV, sovrano spartano
- Archidamia, regina
- Eumene I, sovrano240 a.C.
- Glaucone, politico ateniese
- Posidippo, poeta greco antico (n. 310 a.C.)
- Tolomeo di Telmesso, nobile macedone antico (n. 299 a.C.)